# Kamikazeherz
Kamikazeherz ist das Debütalbum des deutschen Sängers und Songwriters Bosse.

## Entstehung
Nachdem Bosse sich nach einer kurzen Karriere von seiner ehemaligen Schülerband Hyperchild trennte, ging er 2003 zunächst ins spanische Valencia. Dort sammelte er Ideen für eigene Songs.
Musikalische (Live-)Unterstützung fand er später mit den Wuppertalern Thorsten Sala (Gitarre) und Björn Krüger (Schlagzeug) sowie dem Wolfsburger Olaf Reitmeier (Bass) bzw. Theofilos Fotiadis, alles ehemalige Mitglieder der Bands Uncle Ho bzw. Heyday. Das erste (gemeinsame) Album wurde von Wolfgang Stach produziert, der zuvor u. a. für die Guano Apes arbeitete. Bosse lebte während der Aufnahmezeit des Albums im Maarweg-Studio in Köln.
Bei dem Lied Novemberregen wurde Bosse von der Paula-Sängerin Elke Brauweiler unterstützt.

## Titel
Der Titel des Albums rührt daher, dass Bosse zu dieser Zeit verschnörkelte Bilder sehr gern mochte. Bei Kamikazeherz gehe es um Selbstzerstörung, aber auch darum andere mit reinzureißen. Kamikaze spiele weiterhin darauf an, „dass man sich manchmal viel zu schnell verliebt“, „durch eine verzweifelte Suche und zu viel Offenheit sich selbst und andere ins Elend treiben kann.“
Auf dem Cover des Albums springt Bosse in einem roten Jackett und heller Jeans in die Luft. Im Hintergrund ist eine Art Collage, die u. a. einen Bagger, einen Fernseher, einen Astronauten, ein Flugzeug, einen Bilderrahmen und Schienen enthält. Im unteren Teil des Bildes ist vermutlich eine Tischplatte zu sehen, auf der eine kleine schwarze scheinbar bewaffnete Person läuft. Der Schriftzug Bosse. in schwarz befindet sich auf der linken oberen Seite des Covers und ist gelb graffitiartig unterlegt. Der Titel Kamikazeherz ist in schwarz auf einem lila-beigen Untergrund unterhalb des Bosse-Schriftzugs angebracht.

## Titelliste
1. Keine Panik – 2:58
2. Inspiration – 2:51
3. Kraft – 3:30
4. Niemand vermisst uns – 3:21
5. Stadtastronauten – 3:32
6. Diese Tage sind verloren – 4:35
7. Skizziert – 4:15
8. Kamikazeherz – 3:36
9. Kilometerweit – 4:20
10. Highspeed – 3:21
11. Novemberregen – 3:48
12. Winterzeit – 4:23
13. … – 0:50
14. Explodiert – 4:19
15. Das kleinste Glück – 7:17
16. Amrum – 1:33

## Auskopplungen

### Kraft
Kraft wurde bereits am 7. Februar 2005 im Eigenvertrieb veröffentlicht. Die Single konnte sich in den Charts platzieren und wurde insbesondere bei jungen Radiosendern wie 1LIVE und Radio Fritz häufig gespielt. Die Single enthielt zusätzlich zwei später auf dem Album erschienene Lieder Das kleinste Glück und Explodiert. Das Cover der Single ist in gelb-schwarz-rot gehalten. Zu sehen sind vier Hände, die zur Mano cornuta geformt sind. In der Mitte des unteren Bildrandes liegt Bosse in einem roten Jackett scheinbar schlafend oder erschöpft mit seinem Oberkörper auf den Unterarm von einer der Hände gelehnt. Der Künstlername und Titel ist in schwarzer Schrift in der oberen linken Ecke angebracht. Im Hintergrund ist hellgelbe Farbe, die vom Schriftzug scheinbar herunterläuft.

### Keine Panik
Keine Panik wurde als zweite Singleauskopplung am 20. Juni 2005 veröffentlicht. Auf der CD sind zwei neue Lieder Deine Haut und Ich liebe das Leben sowie Liveversionen von Kraft und Stadtastronauten enthalten. Das Cover ist eine Collage bestehend aus: Bosse, der sich schreiend die Ohren zu hält, mehreren Teilen von Frauenkörpern, Boxen und Häusern. Der Titel Keine Panik ist in roter Handschrift in Großbuchstaben auf einem weißen 16-zackigen Stern unten links in das Bild integriert. Der Schriftzug Bosse. ist in schwarzer Schrift mit grüner Graffitiartiger Umrandung in der oberen rechten Ecke platziert.

### Niemand vermisst uns
Die dritte Single Niemand vermisst uns wurde am 26. September 2005 veröffentlicht. Das Cover zeigt eine Wand an der mehrere Bilderrahmen hängen. Auf den Fotos sind allerdings nur noch weiße Silhouetten der abgebildeten Personen zu erkennen. Im Vordergrund ist ein Foto von Bosse in einem Handy oder digitalen Bilderrahmen vermutlich auf einer Tischplatte stehend zu sehen. Der Titel der Single ist in der oberen linken Ecke in einer Art Graffitistil in schwarzer Schrift mit weißer Umrandung angebracht.

## Kritik
„Letztlich wäre "Kamikazeherz" trotz guter Ansätze nur durchschnittlich, stünde nicht das epische Sahnehäubchen "Das Kleinste Glück" am Schluss: Bedrohlicher Synthiebass sorgt für Tiefgang, Streicher und düsterer Gesang leisten ebenfalls Beiträge zum Gelingen. Geistiger Vorlagengeber scheint hier das "Tannhäuser"-Drama der seligen Refused gewesen zu sein. Der Ausbruch lässt einige Minuten auf sich warten, packt heftigst am Schlafittchen, holt noch einmal aus und tritt gnadenlos nach. Gänsehaut. Dafür und für die ungewöhnlich kritischen Texte gebürt Bosse Respekt.“

„Schließlich ist es kein gewöhnliches Rockalbum. Das wird schon beim ersten Hören klar. Und BOSSE kein gewöhnlicher Rocksänger. Dafür ist er viel zu nah dran am Leben. Oder wie er es nennt 'zu spontan'. Seine Texte sind kleine Geistesblitze, Eingebungen, Momentaufnahmen. Eben über die Welt da draußen. Die so verrückt, so durchgeknallt und so surreal ist. Die im allgemeinen Chaos versinkt. Die Big Brother-Nation. In der all die jungen, hübschen Menschen nur auf ihren Look, ihre Coolness und ihre Klingeltöne achten.
Und warum das Rad neu erfinden? Es ist doch schon rund. BOSSE macht die Welt allein dadurch besser, dass er da ist, dass er denkt – und singt. Auf "Kamikazeherz". Und demnächst auch wieder live. Erst auf Festivals, dann in den Clubs. Bis dahin: Keine Panik!“

„So besteht dieses Album zur einen Hälfte aus ganz schönen Ohrwürmern wie "Kilometerweit" und "Highspeed" und zur anderen Hälfte aus Songs, über die man besser die Helly-Hansen-Jacke des Schweigens hüllt. Aber so ist das eben manchmal im Leben. Manches gelingt, anderes nicht. Bosse kann Lieder davon singen.“

## Tournee
Bosse trat mit diesem Debütalbum u. a. als Support von Such a Surge, Madsen und Mando Diao auf. Er spielte zudem auf verschiedenen Festivals wie z. B. Bochum Total und dem Mega Rock in Erfurt.